# Christian Grossenbacher
Christian Grossenbacher (* 28. Januar 1980) ist ein ehemaliger Schweizer Leichtathlet. Seine Spezialdisziplin war der 400-Meter-Hürdenlauf. 2009 holte er an der CISM-WM in Sofia als erster Schweizer Bahnleichtathlet den Militär-Weltmeistertitel. Zudem ist er mehrfacher Schweizer Meister. Verletzungsbedingt gab er im September 2010 seinen Rücktritt vom Spitzensport bekannt.
Grossenbacher wohnt in Winterthur. Nach einem Studium der Betriebswirtschaft arbeitet er als Steuerberater. Er ist 1,86 m gross und hatte ein Wettkampfgewicht von 80 kg, sein Trainer war Albert Hager.
Heute führt Müller zusammen mit Stefan Müller, der ebenfalls Athlet beim LVW war, ein Leichtathletik-Sportgeschäft in Winterthur.

## Erfolge
- 1999: Schweizer Junioren-Meister 400 Meter Hürden
- 2001: Schweizer U23-Meister 400 Meter Hürden
- 2002: Schweizer U23-Meister 400 Meter Hürden
- 2005: 9. Rang Universiade 400 Meter Hürden; Schweizer Meister 400 Meter Hürden; Schweizer Hallenmeister 400 Meter
- 2006: Schweizer Meister 400 Meter Hürden; 16. Rang Leichtathletik-Europameisterschaften 400 Meter Hürden
- 2007: Schweizer Meister 400 Meter Hürden
- 2008: Schweizer Meister 400 Meter Hürden
- 2009: CISM-Weltmeister 400 Meter Hürden

## Persönliche Bestleistungen
- 400-Meter-Hürdenlauf: 50,08 s, 3. Juli 2005 in Bern